# Audea agrotidea
Audea agrotidea is een vlinder uit de familie spinneruilen (Erebidae). De wetenschappelijke naam is voor het eerst geldig gepubliceerd in 1880 door Mabille.
De soort komt voor in tropisch Afrika.